# وینفیلد (میزوری)
وینفیلد (به انگلیسی: Winfield) یک شهر در ایالات متحده آمریکا است که در شهرستان لینکلن، میزوری واقع شده‌است. وینفیلد ۱٫۶۶ کیلومتر مربع مساحت و ۱٬۴۰۴ نفر جمعیت دارد و ۱۳۷ متر بالاتر از سطح دریا قرار دارد.